# Dumitru Corbeanu
Dumitru Corbeanu (n. 17 august 1947, Șimleu Silvaniei – d. 16 noiembrie 2014) a fost un profesor și scriitor român.

## Studii
A absolvit Facultatea de Filologie de la Baia Mare.

## Activitate[1]
A fost profesor suplinitor la Școala Generală din Nușfalău (1967-1968) și Uileacu Șimleului (1967-1968), iar apoi director adjunct la Școala Generală nr. 2 Horea din Șimleu Silvaniei (1968-1971). Din anul 1971 a fost directorul Bibliotecii Orășenești Al. Șterca Șuluțiu Șimleu Silvaniei.   În perioada 2008-2012 a fost directorul Centrului Cultural din Șimleu Silvaniei.  A pus bazele Asociației Sportive Silvania, a înființat Cenaclul literar Silvania. A fost corespondent pentru zona Șimleu al Studioului de Radio Cluj (până în 1985). 

### Activitate publicistică
A publicat în ziare și reviste:
- Orizont
- Sălajul Orizont
- Năzuința
- Universul șimleuan
- Magazin Sălăjean
- Flacăra
- Graiul Sălajului
- Alma Mater Porolissensis
- Revista bibliotecilor
- I.D.E.I.
- Conjuncturi și permanențe.
- A editat și redactat Gazeta Șimleului.[1]

## Opera

### Cărți - autor[1][2]
- Suflet târziu, Șimleu Silvaniei, Ed. Tipovid, 2010
- Viitorul trecutului, Șimleu Silvaniei, Ed. Tipovid, 2011
- Adevăr și mit în tezaurele șimleuane, Șimleu Silvaniei, Ed. Tipovid, 2013.

## Coautor[1]=
- Nostalgii șimleuane în alb-negru și color, Șimleu Silvaniei, Ed. Tipovid, 2011

### Prezent în antologiile[1]
- Pământ străbun românesc, Zalău, 1981
- Arpegii, Zalău, 1970
- Pământ al bucuriei

### Prefațator al volumelor[2]
- Ioan Vasile Bulgăreanu - Dor de voi, Zalău, Ed. Silvania, 2008
- Ioan Vasile Bulgăreanu - Saloanele iubirii, Zalău, Ed. Silvania, 2010

### Interviuri
- Mircea Dovleac, „Cărămizile" bibliotecii, între ziduri, pagini și oameni : interviu cu dl Dumitru Corbeanu, directorul Bibliotecii Orășenești «Alexandru Șterca Șuluțiu» din Șimleu Silvaniei”. În: Graiul Sălajului, nr. 2833, an 15, 3 iun. 2003, p. 3
- Mircea Crișan, „Interviu cu prof. Dumitru directorul Centrului Cultural Șimleu Silvaniei - Ca de la un profesionist la un bibliotecar în formare”, în I.D.E.I., an 5, nr. 5, 2009, pp. 79-82